# Puurs-Sint-Amands
Puurs-Sint-Amands ist eine auf den 1. Januar 2019 entstandene belgische Gemeinde in der Region Flandern mit 26.957 Einwohnern (Stand 1. Januar 2024). Sie entstand aus der Fusion der ehemaligen Gemeinden Puurs  und Sint-Amands.